# لويد بلاكمان
لويد بلاكمان (بالإنجليزية: Lloyd Blackman)‏ (24 سبتمبر 1983 بإنجلترا في المملكة المتحدة - ) هو لاعب كرة قدم بريطاني في مركز الهجوم. لعب مع نادي برينتفورد ونادي سانت إيلي تاون ونادي فارنبوروه ونادي كرولي تاون ونادي مارغيت ونادي سكاربورو وميدستون يونايتد ونادي وكينغ ونادي تشيلمسفورد ونادي كامبريدج ستي وتشاثام تاون ‏ وWhitstable Town F.C. ‏ وHythe Town F.C. ‏.

## وصلات خارجية
- لويد بلاكمان على موقع قاعدة بيانات كرة القدم.إي يو (الإنجليزية)
- لويد بلاكمان على موقع Soccerbase.com (لاعب) (الإنجليزية)